# گیلبرت لانی کائوهی
گیلبرت لانی کائوهی (انگلیسی: Gilbert Lani Kauhi؛ ۱۷ اکتبر ۱۹۳۷ – ۳ مهٔ ۲۰۰۴) مشهور به زولو بازیگر، کمدین و موسیقی‌دان اهل ایالات متحده آمریکا بود.

## گزیده فیلمشناسی
از فیلم‌ها یا برنامه‌های تلویزیونی که وی در آن نقش داشته‌است می‌توان به آثار زیر اشاره کرد.
- هاوایی فایو-او (۱۹۶۸–۱۹۷۲)
- فرشتگان چارلی (مجموعه تلویزیونی) (۱۹۸۱)
- هاوایی فایو-او (۱۹۹۷)